# Geminibasidiomycetes
Geminibasidiomycetes es una clase de hongos basidiomicetos que incluye un orden, Geminibasidiales, una familia, Geminibasidiaceae, y dos géneros monotípicos. Es una clase descubierta recientemente que se encontraría estrechamente emparentada con las setas clásicas y los hongos gelatinosos.
Los miembros de esta clase son mohos xerófilos, al igual que su clase hermana, Wallemiomycetes, y pueden vivir en ambientes secos sin agua.
Estos mohos producen basidios anamorfos y no basidiomas en cultivo. Los basidios son conspicuamente granulares y caducifolios con una proyección lateral basal única y las basidiosporas son aparentemente de doble pared. Las especies tienen septos doliporos con extensiones tubulares adseptales que surgen de láminas del retículo endoplásmico que forman la tapa del poro septal. La tapa del poro septal a veces está ausente. El poro septal tiene una oclusión de poro septal no membranosa densa en electrones y estrías que están orientadas verticalmente.
El género Basidioascus originalmente se describió como un ascomiceto pero las estructuras originalmente interpretadas como ascosporas simples parecen representar basidiosporas. Los análisis moleculares por otra parte confirmaron que realmente son basidiomicetos.

## Géneros y especies
Incluye los siguientes géneros y especies:
- Basidioascus
  - Basidioascus magus
  - Basidioascus undulatus
  - Basidioascus persicus
- Geminibasidium
  - Geminibasidium donianum
  - Geminibasidium hirsutum